# Joseph-Frédéric-Benoît Charrière
Joseph-Frédéric-Benoît Charrière, född 19 mars 1803 i Cerniat, i kantonen Fribourg, Schweiz, död 28 april 1876 i Paris, Frankrike, var en schweiziskfödd fransk tillverkare av kirurgiska instrument.
Charrière föddes i Cerniat, i kantonen Fribourg, i Schweiz, där hans onkel arbetade som knivsmed. Charrières föräldrar åkte efter hans födsel till Paris, där fadern arbetade som bankman och modern som sömmerska. Charrière växte upp hos sin morfar. Vid 13 års ålder flyttade han till Paris och gick som lärling hos en knivsmed. Efter fyra år avled hans läromästare och Charrière tog år 1820 över sin läromästares företag som tillverkade kirurgiska instrument.
Han blev fransk medborgare 1835, 1836, 1841, eller 1843. Han valdes in i Hederslegionen 1843 eller 1851 som "chevalier" (riddare), och befordrades år 1851 eller 1853 till officer.
Charrière var en framgångsrik knivtillverkare och blev personlig leverantör av kirurgiska instrument till Guillaume Dupuytren som var chefskirurg vid sjukhuset Hôtel-Dieu de Paris.
Han utvecklade och förbättrade flera instrument, särskilt injektionsnålar och katetrar av på den tiden nyutvecklade material som nickelsilver, rostfritt stål och gummi. Måttskalan för katetrar är uppkallad efter Charrière och används internationellt i modern tid.
Flera av hans lärlingar blev också välkända instrumentmakare, däribland Georg Wilhelm Amatus Lüer, Louis-Joseph Mathieu och Anatole Collin i Paris; Josef Leiter i Wien; och Camillus Nyrop i Köpenhamn.
Charrière gift sig 1826 med Madeleine-Elisabeth Berrurier (född 1808). De fick tre barn: två söner och en dotter. Jean-Jules föddes 1829, tog över sin faders företag 1852, och dog 1865 av kolera. Hippolyte-Frêdêric föddes 1830 och dog 1858 i Algeriet som officer. Dottern Marie Stéphanie tillverkade också kirurgiska instrument. Charrière testamenterade företaget till två lärlingar, varav Collin var den som fortsatte som direktör efter Charrières död.

## Måttenhet
Hans namn Charrière används som enhet för diametern och därigenom generellt för storleken på urologiska instrument, endoskop och katetrar: 1 Charrière (Ch) = 1 mm yttre omkrets ≈ 1/3 mm ytterdiameter. Charrière införde det måttsystemet och enheten år 1842. I engelsktalande länder var namnet "Charrière" svårt att uttala, i stället antogs termen "French" ("franska") som en synonym för måttenheten.